# Odenskog
Odenskog är en stadsdel i tätorten Östersund. I stadsdelen finns ett av Östersunds större köpcenter Lillänge samt många företag och industrier. Några av Östersunds större evenemangsarenor här. Såsom Östersundstravet, Storsjöbadet och Folkets Hus OSD.

## Geografi
Odenskog avgränsas i norr av stadsdelen Körfältet i form av Tegelbruksvägen, Stabsgränd, Inspektörsvägen och Hagvägen. I nordost av Europaväg 14 (E14). I söder och öster av stadsdelen Odensala genom Rådhusgatan och Tavelbäcksskolan söderut, Odenslingan och bostadsområdet Odenskogsvägen i sydöst samt Hagvägen och Lillsjöns naturområde i öster. I väster av Odenslund genom Krondikesvägen, Fagerbacken, Hyggesvägen och Tegelbruksvägen. 
Stadsdelen är,  liksom stora delar av Östersund, relativt kuperad.

## Historik
Det fanns länge ett motstånd mot etablering av industrier i Östersund. Staden och regionen saknade tradition som industriort och man var rädd att industrin skulle orsaka nedsmutsning och därmed störa de satsningar man gjort på turismen. I början av 1960-talet började det starka motståndet ge vika och kommunen började planera för industriområden.
Kommunen köpte mark i stadsdelarna Lugnvik och Odenskog och arbetade fram stadsplaner för områdena.

## Industrier
I Odenskog finns många industrier och andra former av företag. Woolpower som säljer olika former av kläder världen över har sitt huvudsäte här.

## Intressanta byggnader
- Östersundstravet
- Storsjöbadet

## Kultur
I Odenskog ligger en av Östersunds största konsert och eventarenor Folkets Hus OSD. I samma komplex ligger även Östersunds Kultur och Musikskola och Estrad Norr.

## Skolor
- Internationella Engelska Skolan
- Körfältsskolan (ligger på gränsen till stadsdelen Körfältet)
- Östersunds Kultur- och Musikskola